# Pselaphodes walkeri
Pselaphodes walkeri (лат.) — вид мелких коротконадкрылых жуков рода Pselaphodes из подсемейства ощупники (Pselaphinae, Staphylinidae).

## Распространение
Юго-Восточная Азия: Китай, Zhejiang, Jiangxi.

## Описание
Мелкие жуки-ощупники, длина тела около 3 мм (самки от 3,02 до 3,20 мм, самки от 2,80 до 2,97 мм), красновато-коричневого цвета. Отличается от близкого вида Pselaphodes nomurai формой булавы усика: XI-й антенномер простой (не модифицированный), почти овальный. Пронотум угловатый на переднебоковых углах. Скапус без внутренней сенсорный латеральной зоны. Апикальные членики IX—XI жгутика усика увеличенные (у самцов антенномер X сильно модифицированный, а IX без дисковидного выступа около переднего края, VII-й расширенный с выступом). Второй тарзомер простой, линейный, не увеличенный. Срединная метавентральная ямка отсутствует. Нижнечелюстные щупики (по крайней мере, некоторые сегменты из группы II—IV) асимметричные, округло расширенные или слегка выступающие латерально. Голова с фронтальной ямкой. Глаза выступающие. Усики прикрепляются у переднего края головы; булава усиков 3-члениковая; скапус отчётливо длиннее педицелля. Ноги тонкие и длинные; бёдра утолщённые. В основании надкрылий по две ямки. Брюшко короткое (его длина явно меньше ширины).

## Систематика
Впервые описан в 1892 году под первоначальным названием Eulasinus walkeri, а его валидный статус подтверждён в ходе ревизии, проведённой в 2012 году китайскими колеоптерологами Zi-Wei Yin и Li-Zhen Li (Shanghai Normal University, Шанхай, Китай). По своим признакам наиболее близок к виду Pselaphodes miraculum и Pselaphodes nomurai.